# Хаукипудас
Ха́укипудас (фин. Haukipudas) — община в Финляндии, в провинции Северная Остроботния. Расположена на побережье Ботнического залива; через общину протекает река Кииминкийоки. Площадь составляет 1023,62 км², из которых 5882,61 км² занято водой.

## Население
Население общины по данным на 2012 год — 19 081 человек. Плотность населения составляет 43,27 чел/км². Официальный язык — финский, является родным для 99,2 % населения. 0,1 % населения общины считают родным языком шведский и ещё 0,1 % — саамские языки. Доля лиц в возрасте младше 18 лет — 26,2 %; лиц старше 65 лет — 10,1 %.

## Достопримечательности
Среди достопримечательностей общины можно отметить местную церковь, построенную в 1762 году (колокольня построена в 1751 году).

## Населённые пункты
На территории общины находятся 16 деревень: Кирконкюля, Сантахолма, Уконкайвос, Мартинниеми, Асемакюля, Онкамо, Халосенниеми, Холстинмяки, Хяюрюсенниеми, Йокикюля, Калимеенкюля, Келло, Кивиниеми, Паркумяки, Таккуранта и Вирпиниеми.

## Известные уроженцы и жители
- Исохоокана-Асунмаа, Тютти (род. 1947) — финский политик
- Юссила, Осмо (род. 1938) — финский историк и политолог
- Топиас Таавитсайнен (род. 1998) - финский профессиональный киберспортсмен по Dota 2, более известный под никнеймом Topson.